# Crofton, Kentucky
Crofton är en ort i Christian County, Kentucky, USA. År 2000 hade orten 838 invånare. Den har enligt United States Census Bureau en area på 1,7 km², allt är land.